# Kristjan Kangur
Kristjan Kangur (ur. 23 października 1982 w Parnawie) – estoński koszykarz, występujący na pozycjach niskiego lub silnego skrzydłowego, reprezentant kraju, obecnie zawodnik Kalev/Cramo.

## Osiągnięcia
Stan na 27 kwietnia 2022, na podstawie, o ile nie zaznaczono inaczej.

### Drużynowe
- Mistrz:
  - Estonii (2002, 2003, 2009, 2018, 2019)
  - Włoch (2013, 2014)
- Wicemistrz:
  - FIBA Europe Cup (2016)
  - Estonii (2007, 2008, 2021)
- Zdobywca:
  - pucharu:
    - Francji (2010)
    - Estonii (2001, 2006–2008)
    - Włoch (2013)

  - Superpucharu Francji (2009)
- Finalista:
  - Pucharu Estonii (2003, 2022)
  - Superpucharu Włoch (2012)
- Uczestnik międzynarodowych rozgrywek:
  - Euroligi (2009/2010, 2012–2014, 2015/2016)
  - Eurocup (2007/2008)
  - Ligi Mistrzów FIBA (2016–2018)
  - EuroChallenge (2008/2009)
  - ligi VTB (2021/2022)

### Indywidualne
- Estoński koszykarz roku (2009–2016)
- MVP finałów ligi estońskiej (2009, 2018)
- Zaliczony do I składu ligi estońskiej (2003, 2007–2009)
- Uczestnik meczu gwiazd ligi:
  - bałtyckiej (2008)
  - estońskiej (2004, 2007, 2018)

### Reprezentacja
Seniorskie
- Uczestnik:
  - mistrzostw Europy:
    - 2015 – 20. miejsce
    - dywizji B (2011)

  - kwalifikacji:
    - europejskich do mistrzostw świata (2017–2019 – 21. miejsce)
    - do Eurobasketu (2003, 2005, 2007, 2009, 2013, 2015)

  - pre-kwalifikacji europejskich do mistrzostw świata (2017 – 7. miejsce)

Młodzieżowe
- Uczestnik kwalifikacji do Eurobasketu U–20 (2002)